# 山口合同ガスPresentsミュージックアラカルト
『ミュージックアラカルト』は、山口放送（KRYラジオ）で1976年9月から放送されている音楽番組である。

## 番組概要
毎日一つのテーマに沿った曲を、曲紹介やフリートークにのせて3曲程度かけるという内容。オープニングではその日の暦などを紹介する歳時記的な内容となっている。
『3分随筆』というリスナーによる投稿コーナーも存在する。

## 提供
番組開始から2011年9月までは｢太陽ミュージックアラカルト｣として太陽家具の一社提供だった。その後2011年10月から2015年3月までは西京銀行の一社提供、2015年4月6日の放送からは山口合同ガスの一社提供となっている。

## 放送時間
現在
- 2015年4月 - 　月 - 金曜　9:40～10:00（「おはようKRY」→「KRY Morning Up」に内包）

過去
- 1976年9月 - 1984年3月　月 - 土曜　10:30 - 10:55
- 1984年4月 - 2007年3月　月 - 金曜　10:30 - 10:50
- 2007年4月 - 2008年3月　月 - 金曜　10:30 - 10:50（「ほっとゾーンおはようKRY」の放送時間拡大に伴い内包される）
- 2008年4月 - 2011年3月　月 - 金曜　10:40 - 11:00（「ほっとゾーンおはようKRY」より分離して、単独番組となる）
- 2011年4月 - 2015年3月　月 - 金曜　10:30 - 10:45頃（「おはようKRY」の放送時間再拡大に伴い再度内包される）

## パーソナリティ
- 清家律子(元KRYアナウンサー)

## 備考
- 本番組は月曜日から金曜日までの放送だが、土曜日の同時間に放送されていた土曜いい朝おはようワイド内で2012年3月まで放送されていた『あなたもアナウンサー』というコーナーも太陽家具の提供であった。したがって『あなたもアナウンサー』は、本番組の土曜版という位置づけといえる。